# Janez Drozg
Janez Drozg [jánez drózg], slovenski režiser, * 4. april 1933, Celje, † 10. november 2005, Ljubljana.
Drozg je bil dolgoletni profesor za televizijsko režijo na AGRFT Ljubljana in režiser na TV Ljubljana. Za TV Ljubljana je ustvaril 106 režij dram in filmov, zanje je leta 1982 prejel nagrado Prešernovega sklada. Njegova najbolj znana dela so filmi Boj na požiralniku, Pasja pot, Ljubezen po kranjsko, Polom, Mati, Cukrarna, Masko mi je naredilo življenje in Okus krvi ter televizijska nadaljevanka Stebri slovenskega gledališča, v slovenskih gledališčih pa je zrežiral 27 uprizoritev. Napisal je tudi prvi slovenski učbenik o režiji igranih televizijskih oddaj.
Leta 2003 je bil na predlog matične akademije imenovan za zaslužnega profesorja UL.